# Tuyến đường xuyên thành phố Warszawa
Tuyến đường xuyên thành phố Warszawa (tiếng Ba Lan: Linia Średnicowa) là tuyến đường sắt dài 7 km đi qua Trung tâm Warsaw theo hướng Đông-Tây. Được mở vào năm 1933 và được điện khí hóa vào năm 1936, ban đầu nó có hai bản làn, với hai làn bổ sung được thêm vào năm 1949. Phần trung tâm của đường sắt nằm trong một đường hầm, trong đó 2,31 km chiều dài. Sau đó, nó đi qua Wisła bằng cây cầu đường sắt Średnicowy (445 m) nằm giữa cầu Poniatowski và cầu Świętokrzyski.
Tuyến đường này cung cấp một mối liên kết ngắn trực tiếp giữa các trạm Warszawa Wschodnia và Warszawa Zachodnia. Warszawa Główna trước năm 1945 nằm ở giữa đường. Nhà ga đã được thay thế bởi nhà ga Warszawa Centralna, nằm ở phía tây của nhà ga cũ.
Từ những năm 1970, cặp đường ray cũ (phía nam) được sử dụng bởi các đoàn tàu trong khu vực do Koleje Mazowieckie và Szybka Kolej Miejska điều hành. Các đoàn tàu trong khu vực sử dụng các ga Warszawa Stadion, Warszawa Powiśle, Warszawa ródmieście PKP và Warszawa Ochota (được liệt kê lần lượt từ đông sang tây), các chuyến tàu đường dài sử dụng nhà ga Warszawa Centralna. Một bộ đường ray thứ ba, kéo dài đến tận ga đường sắt WKD Warszawa Śródmieście, được sử dụng bởi tuyến đường sắt sáng ngoại ô Warszawska Kolej Dojazdowa (WKD).

## Hình ảnh

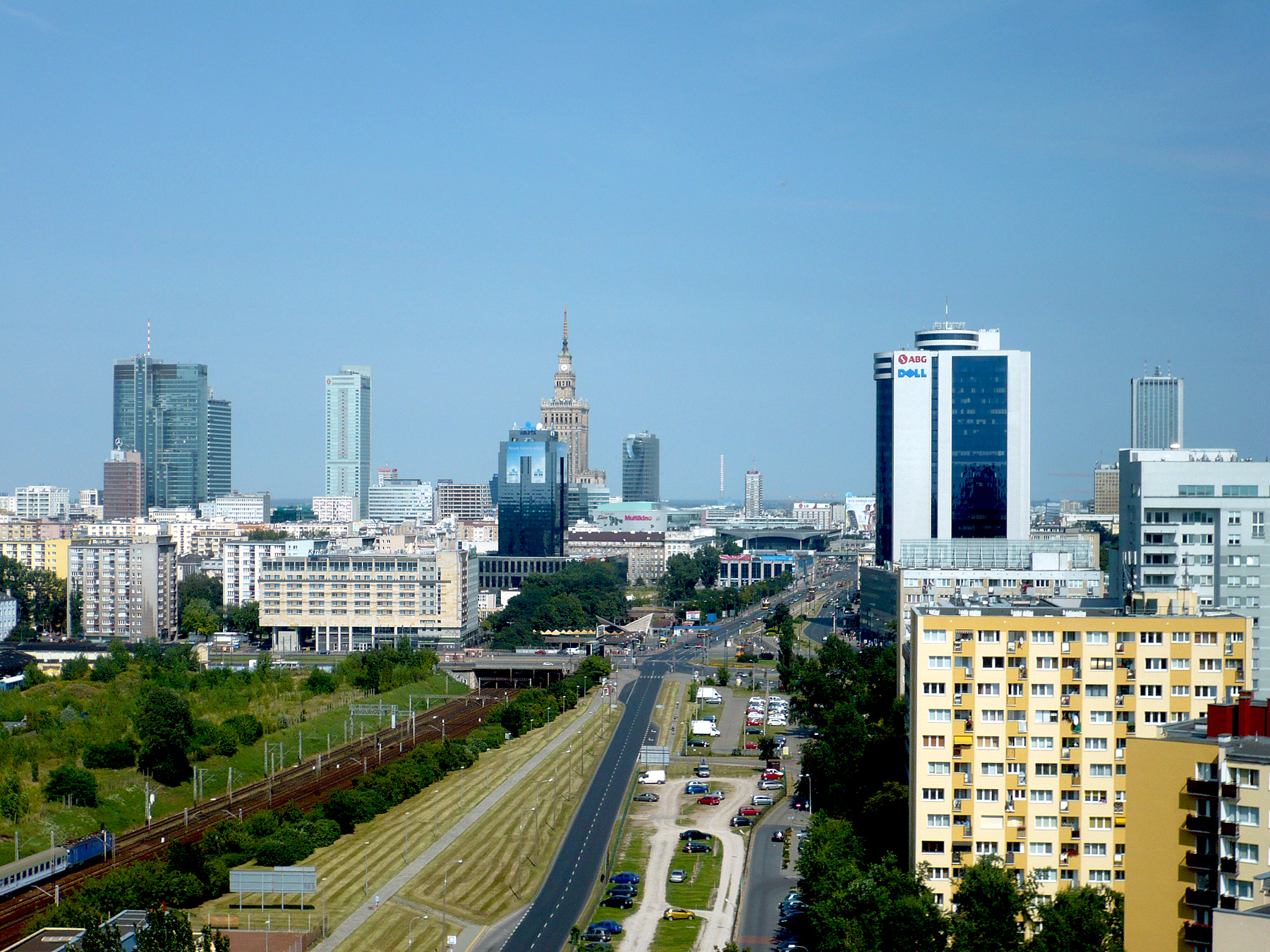
Phần phía tây của đường xuyên thành phố bị cắt ngang
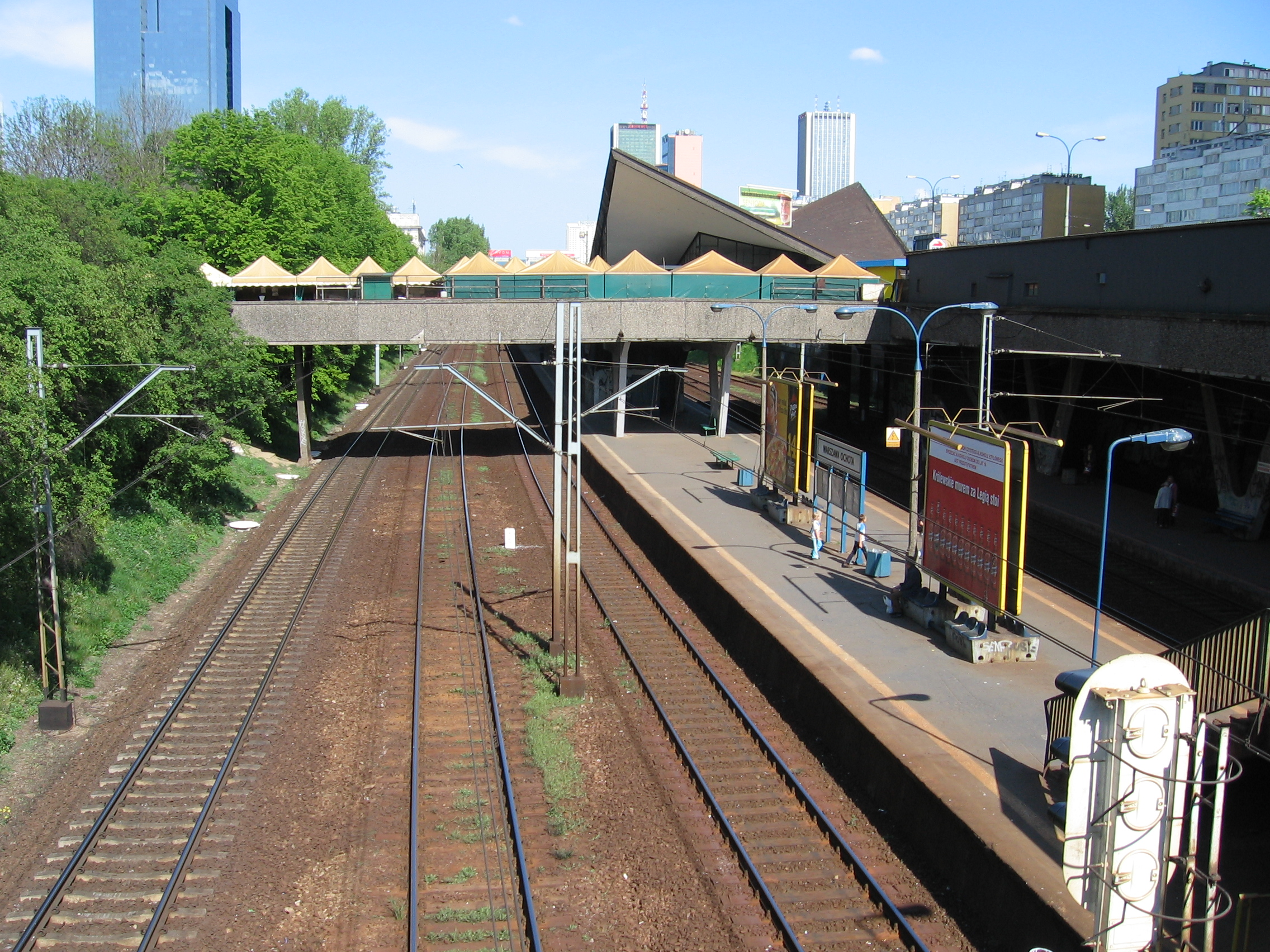
Tuyến đường xuyên thành phố tại ga Warszawa Ochota
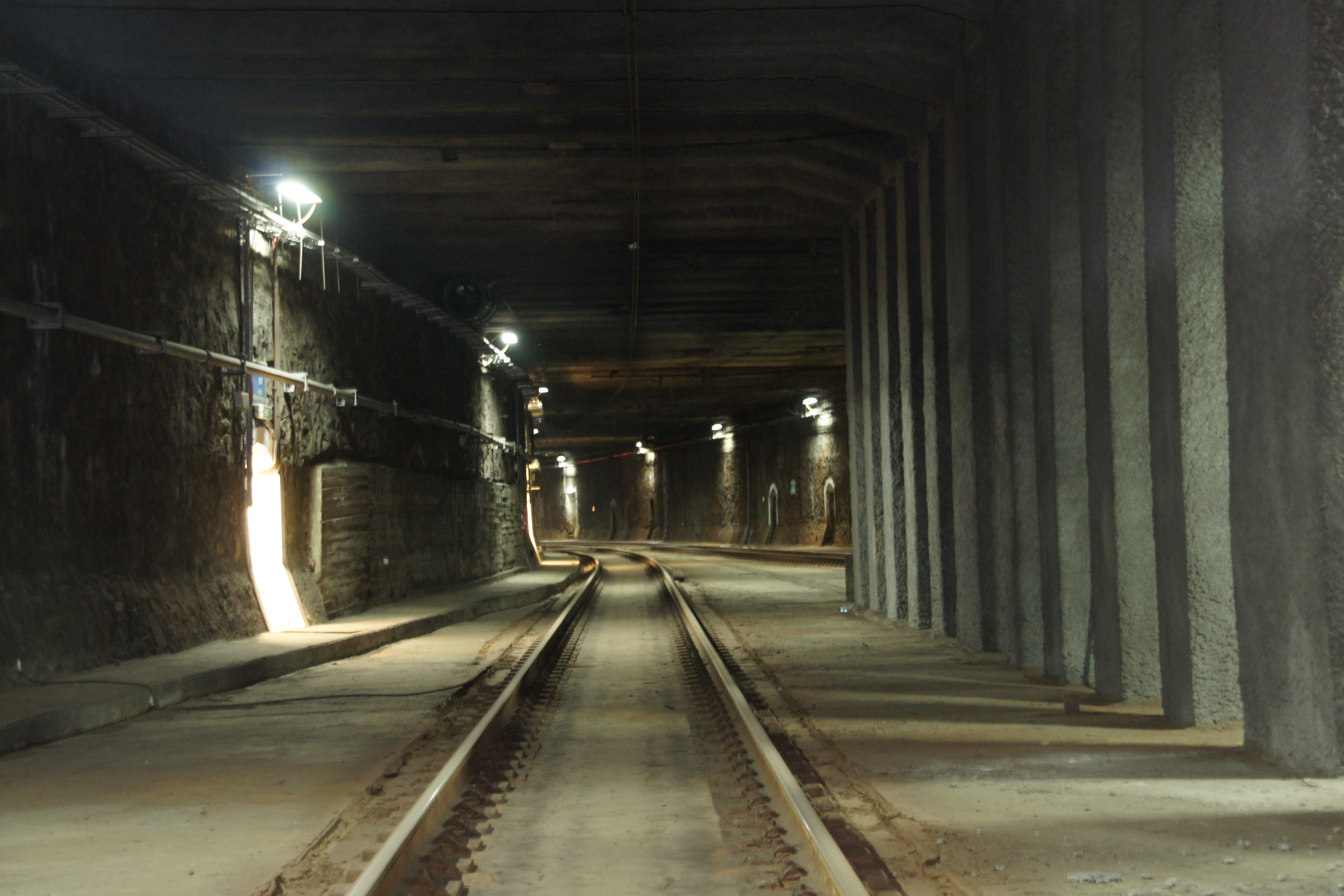
Đường hầm xuyên thành phố nhìn thấy tại ga Warszawa ródmieście
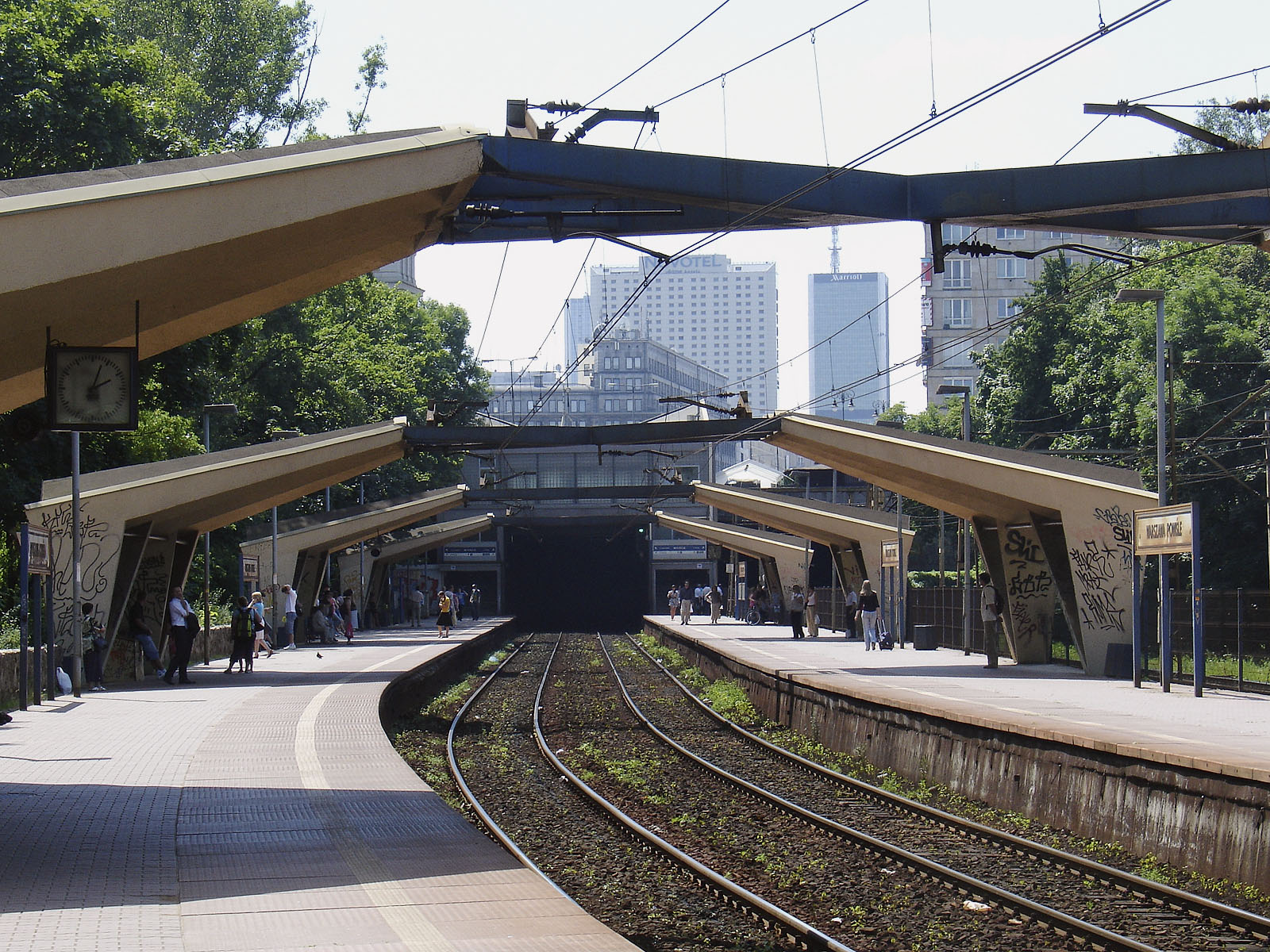
Miệng đường hầm xuyên thành phố tại ga Warszawa Powiśle
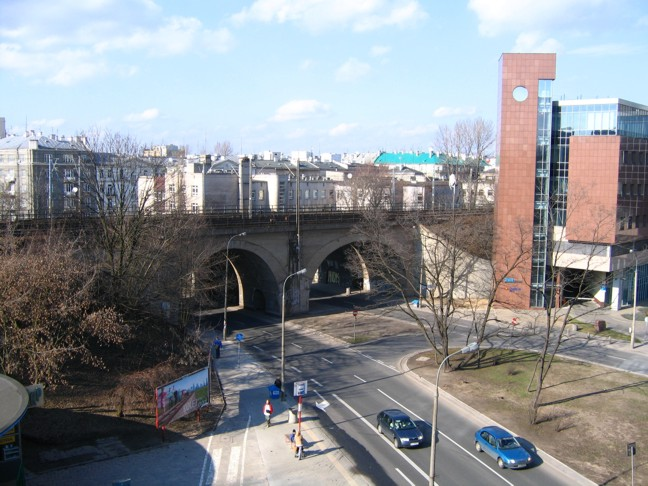
Cầu cạn trên đường Kruczkowskiego ở Powiśle
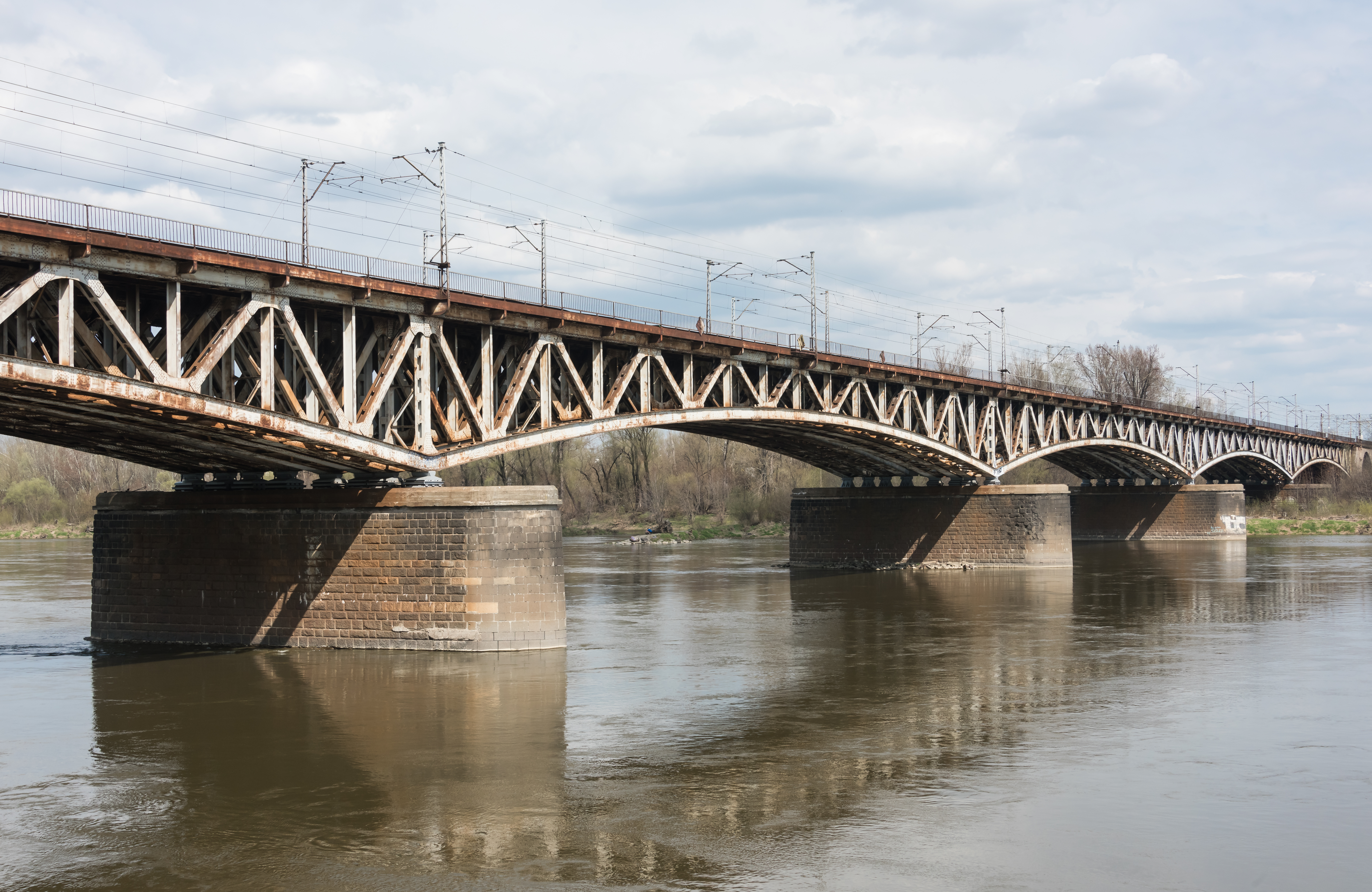
Cầu Średnicowy bắc qua Wisła